# Alfred Doren
Alfred Doren (ursprünglich Alfred Jakob Doctor; * 15. Mai 1869 in Frankfurt am Main; † 28. Juli 1934 in Leipzig) war ein deutscher Historiker und Professor mit dem Hauptforschungsgebiet der italienischen Wirtschafts- und Kulturgeschichte.

## Leben
Am 15. Mai 1869 wurde Doren unter dem Namen Alfred Jakob Doctor geboren. Er war der Sohn des jüdischen Kaufmanns Adolph Doctor und seiner Ehefrau Helene, geb. Weiller, wurde aber evangelisch getauft.  Der Familienname lässt vermuten, dass die Vorfahren Adolph Doctors Ärzte gewesen sind. Die Familie förderte Ausbildung und Bildung, eine Haltung, die in den stärker assimilierten jüdischen Familien des 19. Jahrhunderts verbreitet war.
Doren studierte unter Änderung seines Namens ab Herbst 1887 mit Genehmigung der Philosophischen Fakultät der Universität Leipzig, um mögliche Irritationen mit dem akademischen Grad zu vermeiden. In Bonn und Berlin (ab 1889) studierte er unter anderem bei Karl Lamprecht, Alfred Dove, Henry Thode, Hermann Usener, die auch Dorens Freund Aby Warburg entscheidende Impulse gaben, Heinrich von Treitschke. Seine Fächer waren Geschichte, Geographie und Nationalökonomie. Außerdem belegte er Veranstaltungen bei dem Soziologen Hans Freyer. Besonders beeinflusst wurde er von dem bedeutenden Nationalökonomen der Historischen Schule Gustav Schmoller, bei dem er 1892 mit einer wirtschaftshistorischen Arbeit mit dem Titel Untersuchungen zur Geschichte der Kaufmannsgilden im Mittelalter 1892 in Berlin promoviert wurde.
Schmoller empfahl Doren für einen mehrjährigen Forschungsaufenthalt in Italien. Dort begann er an den zweibändigen Studien aus der Florentiner Wirtschaftsgeschichte zu arbeiten, die sein Hauptwerk wurden. Sein zeitlicher Schwerpunkt liegt auf dem italienischen Mittelalter bzw. der Renaissance. Neben Robert Davidsohns vierbändiger Geschichte von Florenz ist Dorens Wirtschaftsgeschichte trotz aller Anfeindungen seiner zahlreichen Gegner (wie etwa Walter Lenel oder Georg von Below) ein Werk von grundlegender Bedeutung. Ähnlich wie Davidsohn pflegte Doren zu Aby Warburg regen freundschaftlichen Kontakt und Austausch.
Nach seiner Rückkehr nach Deutschland habilitierte sich Doren 1903 mit der Untersuchung Deutsche Handwerker und Handwerkerbruderschaften im mittelalterlichen Italien in Leipzig. 1908 wurde er zum außerordentlichen Professor ernannt, womit er nicht verbeamtet wurde. Eine ordentliche Professur erlangte Doren nie.
Im Jahr 1897 heiratete er Annie Pietsch, eine Enkelin von Ludwig Pietsch.
Zu Beginn des Ersten Weltkrieges meldete sich Doren im Alter von 45 Jahren freiwillig zum Militärdienst. Das war unter den Leipziger Professoren keinesfalls eine Ausnahme. Nach dem Tod Lamprechts im Jahre 1915 wurde Doren die kommissarische Leitung des Instituts für Kultur- und Universalgeschichte übertragen, die dann Goetz übernahm. Dort gab er neben Vorlesungen zur Wirtschaft- und Sozialgeschichte Übungen zu den Utopien des 17. und 18. Jahrhunderts.
Ende 1915 wurde Doren in die Politische Abteilung des Generalgouvernements Belgien berufen, wo er sich an der Auswertung erbeuteter Akten aus belgischen Archiven beteiligte. Daraus kam eine fünfbändige Publikation Zur europäischen Politik 1897–1914 zustande. Hierfür wurde er vom Sächsischen Ministerium für das Wintersemester 1916/17 bis zum Wintersemester 1917/18 beurlaubt. Dort war er an der Edition von belgischen Akten, schrieb auch Denkschriften u. a. wie Die wirtschaftliche Expansion Belgiens in Ostasien. Die Edition lag 1918 vor, blieb jedoch aus diplomatischen Erwägungen heraus unter Verschluss. Nur in einer Skizze zu Leopold II. (Belgien) in einer 1928 erschienenen Festschrift für Erich Brandenburg kam er auf das Thema noch einmal zurück. Hier aber ging es um Belgiens Kolonialpolitik in Afrika, was zur Gründung des Staates Kongo führte.
Nach Kriegsende wirkte Doren zeitweise in Berlin, bis er 1923 auf das neu geschaffene planmäßige Extraordinariat für Wirtschaftsgeschichte der Universität Leipzig berufen wurde. 1926 bezeichnete er in einem Gratulationsbrief zum sechzigsten Geburtstag seines Freundes Warburg, diesen als einen „der größten Aktivposten auf der gewiß nicht armen Habenseite“ seines Lebens.
Nach einem Jahrzehnt Lehr- und Forschungstätigkeit war er im Herbst 1933 einer der ersten Leipziger Hochschullehrer, die wegen ihrer jüdischen Herkunft aufgrund des Berufsbeamtengesetzes der Hitlerregierung (§ 3) entlassen wurden. Mit seiner Entlassung und der von Walter Goetz war zugleich das Ende einer jahrzehntelangen Forschungstradition der italienischen Renaissance in Leipzig verbunden. An diese mit Georg Voigt begonnene Tradition wurde nie wieder angeknüpft.
Von Dorens 1934 in Jena erschienener Italienischen Wirtschaftsgeschichte bekam der Verfasser nur noch die ersten Druckfahnen zu Gesicht, das fertige Werk jedoch nicht mehr. Immerhin erschien dieses Werk 1936 in einer von Gino Luzzatto ins Italienische übersetzten Ausgabe. Darüber hinaus war Doren an den von Goetz herausgegebenen Propyläen Weltgeschichte beteiligt.
Doren war nicht nur als Historiker von Bedeutung, er war offenbar auch Anhänger der Ex-Librisbewegung.

## Geschichtsauffassung und Rezeption
In seinem Geschichtswerk zeigen sich neben dem unverkennbaren Einflüssen seines Lehrers Lamprecht und denen Davidsohns die von Aby Warburg. So kam es auch vor, dass er sich mit kunsthistorischen Themen auseinandersetzte wie etwa der Baugeschichte des Florentiner Domes. Auch in seinem Geschichtswerk zeigen sich Verflechtungen zwischen historischen und zeitgenössischen Idealen. Orientiert sich das historische Idealbild des Zeitalters der Renaissance und des Renaissancemenschen bei Goetz an Franz von Assisi bzw. Dante, bei Alfred von Martin an Coluccio Salutati, bei Hans Baron an Leonardo Bruni, macht hier Doren etwas Neues. Er hat nicht eine konkrete historische Person, die er in den Mittelpunkt seiner Betrachtungen stellt, sondern einen ganz bestimmten Typus des „Renaissancemenschen“, den Kaufmann. In gewisser Weise ist seine Wirtschaftsgeschichte der italienischen Renaissance, die sehr vom Einfluss Jacob Burckhardts und seinen Vorstellungen von der italienischen Gesellschaft der Renaissance geprägt ist, eher eine Kulturgeschichte der Wirtschaft. Doren vertrat darüber hinaus die Ansicht, dass die Renaissance eine genuine Leistung der Italiener sei, wenn er auch den Einfluss anderer Kulturen anerkannte. Italien wurde gleichsam von ihm zum Ursprungsland des Kapitalismus gemacht. Das und sein Kapitalismusbegriff, der sich von dem von Karl Marx deutlich unterschied, stieß vielfach auf Kritik. Zu den Kritikern zählten u. a. Georg von Below und Walter Lenel. Doren trat zudem zeitgenössischen Tendenzen entgegen, die die Renaissance als eine germanische Schöpfung umzuinterpretieren suchten, Tendenzen, in die so genannte „völkische“ Gesichtspunkte einflossen.
Vor diesem Hintergrund fand sein Werk vor allem in Amerika Anerkennung, wohin ohnehin viele jüdische Mediävisten ins Exil gingen. Wohl der einzige namhafte Wissenschaftler, der seinem Werk in dieser Zeit positiv gegenüberstand und sich damit in eine gewisse Außenseiterrolle brachte, war Walter Goetz. Er verteidigte ebenfalls die Vorreiterrolle Italiens an der Renaissance. Was für Goetz hervorzuheben ist: entgegen dem allgemeinen Trend zitierte er auch jüdische Autoren wie z. B. Dorens Freund Davidsohn in einem Beitrag, über die Entstehung der italienischen Kommunen im Mittelalter vom 5. Oktober 1940. Auch Dorens italienische Wirtschaftsgeschichte wird zitiert. Stärkere Anerkennung fand er auch in Italien, wie bereits an den italienischen Nekrologen u. a. von Gino Luzzatto und Armando Sapori zu sehen ist.
In Deutschland hingegen war für eine Erinnerung an Doren insgesamt nur wenig Raum vorhanden und Interesse, was zur Bedeutung seines Werkes im starken Kontrast steht. In Deutschland gibt vor dem in vieler Beziehung weiterführenden Abschnitt in dem Buch von Perdita Ladwig und dem Lebensbild von Gerald Diesener und Jaroslav Kudrna nur wenig Substantielles zu seiner Person. Das liegt nicht nur an seiner Herkunft, sondern dass das Interesse an der italienischen Renaissance in Deutschland insgesamt sehr abgenommen hatte. Auch Georg Voigt, der für die italienische Humanismusforschung gewissermaßen neben Jacob Burckhardt grundlegende Bedeutung hatte, erging es insgesamt nicht besser. Er war jedoch nicht jüdischer Herkunft.
Über den Verbleib des Nachlasses, der zunächst an seine Witwe ging, ist nichts weiter bekannt.

## Werke (Auswahl)
- Untersuchungen zur Geschichte der Kaufmannsgilden des Mittelalters. Ein Beitrag zur Wirtschafts-, Social- und Verfassungsgeschichte der mittelalterlichen Städte. Leipzig 1893 (MDZ München).
- Zum Bau der Florentiner Domkuppel, Berlin/Stuttgart 1898.
- Entwicklung und Organisation der Florentiner Zünfte im 13. und 14. Jahrhundert (= Schmollers Forschungen. Bd. 15). Leipzig 1897 (Internet Archive).
- Die Florentiner Wollentuchindustrie vom vierzehnten bis zum sechzehnten Jahrhundert (= Studien aus der Florentiner Wirtschaftsgeschichte. Bd. 1), Stuttgart 1901 (Internet Archive).
- Deutsche Handwerker und Handwerkerbruderschaften im mittelalterlichen Italien, Berlin 1903 (Internet Archive).
- Das Aktenbuch für Ghibertis Matthäus-Statue an Or S. Michele zu Florenz. Hrsg. vom Deutschen kunsthistorischen Institut zu Florenz, Bd. 1, Berlin 1906.
- Studien aus der Florentiner Wirtschaftsgeschichte. Bd. 2: Das Florentiner Zunftwesen vom vierzehnten bis zum sechzehnten Jahrhundert, Cotta, Stuttgart/Berlin 1908 (Internet Archive).
- Die Chronik des Salimbene von Parma, nach der Ausgabe der MGH bearbeitet von Alfred Doren, 2 Bde. (= Geschichtsschreiber der deutschen Vorzeit. Bd. 93). Leipzig 1914.
- Karl Lamprechts Geschichtstheorie und die Kunstgeschichte. In: Zeitschrift für Ästhetik und allgemeine Kunstwissenschaft 11, 1916, S. 353–389.
- (Hrsg.) Iwan Turgenjew an Ludwig Pietsch. Briefe aus den Jahren 1864–1883, Propyläen-Verlag, Berlin 1923.
- Fortuna im Mittelalter und in der Renaissance. In: Vorträge der Bibliothek Warburg, II, Leipzig/Berlin 1922–1932, Teil 1, S. 72–144.
- Wunschräume und Wunschzeiten. In: Fritz Saxl (Hrsg.): Vorträge der Bibliothek Warburg 1924–1925, Leipzig/Berlin 1927, S. 158–205.
- Alessandra Macinghi negli Strozzi, Lettere di una Gentildonna fiorentina del secolo XV ai figliuoli esuli. Hrsg. von Cesare Guasti, Florenz 1877 (dt.: Alessandra Macinghi negli Strozzi, Briefe. Hrsg. und eingeleitet von Alfred Doren. Jena 1927).
- Staat und Persönlichkeit. Erich Brandenburg zum 60. Geburtstag. Dargebracht von Alfred Doren, Paul Kirn, Johannes Kühn u. a., Leipzig 1928.
- Storia economica dell'Italia nel Medio-evo. Traduzione [dal tedesco] di Gino Luzzatto. Padua 1936.